# Seznam svetopisemskih oseb v Koranu
Seznam svetopisemskih oseb v Koranu.

## A
- Abraham
- Adam
- Aron

## D
- David

## E
- Elija
- Elizej
- Ezekiel
- Ezra

## G
- Gabriel
- Goljat

## H
- Henoh

## I
- Izak
- Izmael

## J
- Jakob
- Janez Krstnik
- Jezus
- Job
- Jon
- Jona
- Jožef

## M
- Marija
- Mihael
- Mojzes

## N
- Noet

## S
- Salomon
- Savel
- Sv. Duh

## Z
- Zaharija